# Metschnikowiaceae
Metschnikowiaceae es una familia de levaduras perteneciente al orden Saccharomycetales que se reproduce por gemación. Contiene los géneros Clavispora y Metschnikowia. Las especies de esta familia tienen una amplia distribución, especialmente en las zonas tropicales.